# シェイキング・ザ・トゥリー
『シェイキング・ザ・トゥリー / グレイテスト・ヒッツ』（原題：Shaking the Tree: Sixteen Golden Greats）は、イングランドのロック・ミュージシャン、ピーター・ガブリエルによるコンピレーション・アルバム。1990年にガブリエルの初となる回顧的ベスト・アルバムとしてリリースされた。ここには、彼の最初のソロ・アルバムである『ピーター・ガブリエル』（1977年）から『パッション』（1989年）までの曲が収録されている。2002年にほとんどのガブリエル作品と共にリマスターされた。

## 選曲
収録曲は、年代順を無視して創造的に並べ替えられている。一部の曲はアルバム・バージョンとは異なっていた。ガブリエルのリアル・ワールド・スタジオで、いくつかの曲の新しいパーツが録音された。ほとんどの曲は、ラジオ、シングル、またはビデオ編集バージョンのいずれかとして、時間の経過とともに編集されている。ユッスー・ンドゥールの1989年のアルバム『ザ・ライオン』収録の「Shaking the Tree」は、ガブリエルの新しいボーカルをフィーチャーした1990年版となっている。「I Have the Touch」は1983年のリミックスとしてリストされているが、実際にはシングル「Sledgehammer」で登場した1985年のリミックスである （1985年のリミックスはシングル「Walk Through the Fire」のB面として登場した1983年のリミックスに似ているが、本作収録版のように3分45秒に編集されている）。
「Here Comes the Flood」は、1990年の新録音。このバージョンはピアノとボーカルをアレンジしたもので、『ピーター・ガブリエル』（1977年）で高度に作り込まれたバージョンよりもはるかにシンプルとなっている。その密度に欠ける感じは、ロバート・フリップのアルバム『エクスポージャー』（1979年）でガブリエルがフリップと一緒にレコーディングしたバージョンに近い。ガブリエルはインタビューで1979年のバージョンを好んでいると述べており、ドイツ語版のアルバム『Ein deutsches Album』（1980年）の前にリリースされたシングル「Biko」の裏面にドイツ語でオーバーダビングすることを選んだのもフリップのバージョンであった。
このアルバムはピーター・ガブリエルの過去のアルバム収録曲に比重を置いているが、『ピーター・ガブリエル II』と『バーディー オリジナル・サウンドトラック』からの曲は収録されていない。「In Your Eyes」の収録が見送られたのは特筆に値するだろう。映画『セイ・エニシング』の著名なシーンで演奏されたこの曲は、前年にリリースされていた。これによって「In Your Eyes」は「Sledgehammer」を除き、おそらく最も有名なピーター・ガブリエルの曲となったが、トップ20を超えることができなかったため、本アルバムから外され、アルバム『So』からの他の8曲のうち、4つのヒット曲とアルバム曲「Mercy Street」という5曲の収録が優先された。

## 収録曲
注：*でマークされた全曲は、アルバムのヴァイナル盤には収録されていない。
ユッスー・ンドゥールと共作の「Shaking the Tree」を除き、全作詞・作曲 : ピーター・ガブリエル
1. 「ソルスベリー・ヒル」 - "Solsbury Hill" ※『ピーター・ガブリエル』収録 4:20
2. 「アイ・ドント・リメンバー」 - "I Don't Remember" (Edited version) ※『ピーター・ガブリエル III』収録 3:48
3. 「スレッジハンマー」 - "Sledgehammer" (Single edit) ※『So』収録 4:52
4. 「ファミリー・スナップショット」 - "Family Snapshot" ※『ピーター・ガブリエル III』収録 4:25
5. 「マーシー・ストリート」 - "Mercy Street" (Edited version) ※『So』収録 4:43
6. 「シェイキング・ザ・トゥリー」 - "Shaking the Tree" (デュエット with ユッスー・ンドゥール、1990 remix) ※『ザ・ライオン』収録 6:24
7. 「ドント・ギヴ・アップ」 - "Don't Give Up" (デュエット with ケイト・ブッシュ、Edited version) ※『So』収録 5:55
8. 「サン・ジャシント」 - "San Jacinto" (*) ※『ピーター・ガブリエル IV』収録 6:40
9. 「ヒア・カムズ・ザ・フラッド」 - "Here Comes the Flood" (1990 re-recording) ※新録音。オリジナルは『ピーター・ガブリエル』収録 4:31
10. 「レッド・レイン」 - "Red Rain" (*) ※『So』収録 5:35
11. 「ゲームズ・ウィズアウト・フロンティアーズ」 - "Games Without Frontiers" (Edited version) ※『ピーター・ガブリエル III』収録 3:57
12. 「ショック・ザ・モンキー」 - "Shock the Monkey" (Radio edit) ※『ピーター・ガブリエル IV』収録 1982	3:57
13. 「アイ・ハヴ・ザ・タッチ」 - "I Have the Touch" ('85 remix, mislabelled as 1983 remix) (*) ※『ピーター・ガブリエル IV』収録 3:44
14. 「ビッグ・タイム」 - "Big Time" ※『So』収録 4:26
15. 「ツァール」 - "Zaar" (Edited version) (*) ※『パッション』収録 2:58
16. 「ビコ」 - "Biko" (Edited version) ※『ピーター・ガブリエル III』収録 6:54

## チャート
| チャート（1990年）               | 最高順位 |
| -------------------------------- | -------- |
| アメリカ（Billboard 200）        | 48       |
| イギリス（全英アルバムチャート） | 11       |